# Romcapital
SSIF Romcapital S.A. este o societate de servicii și investiții financiare înființată în anul 1996 și autorizată pentru desfășurarea activităților de intermediere de instrumente financiare.
Face parte din Grupul Romcapital, deținut de omul de afaceri Mircea Botta, grup care mai are activități în domeniul imobiliar în Timișoara.
În martie 2007, Romcapital a preluat societatea de brokeraj GIF - Grupul de Intermediere Financiară din București.

### Obiectul de activitate
SSIF Romcapital S.A. preia și tranasmite ordinele privind instrumentele financiare, tranzacționează, administrează portofolii, subscrie instrumente financiare și/sau plasează instrumente financiare în baza unui angajament ferm, plasează instrumente financiare fără un angajament ferm și administrează un sistem alternativ de tranzacționare.
De asemenea, tranzacționează pe piața spot a Bursei de Valori București, tranzacționează pe piețele externe a instrumentelor financiare: CFD, Futures, Options, Stocks și tranzacționează instrumente financiare derivate pe Sibex.

### Relațiile pe piața de capital
- acționar și utilizator direct al Bursei de Valori București (BVB)
- acționar al Casei de Compensație București
- membru al Asociației Brokerilor
- utilizator al Bursei Monetar-Financiare și de Mărfuri Sibiu
- acționar și membru al Casei Române de Compensație
- acționar și membru al Fondului de Compensare al Investitorilor[4]